# Oreo
Oreo (стилизовано OREO) је бренд сендвич-кекса који се састоји од два кекса са слатким крем-филом. Пласирао га је Nabisco 6. марта 1912. године, а низом корпоративних аквизиција, спајања и подела, данас је у власништву предузећа Mondelez International. Доступнан је у преко сто земаља. Произведене су многе врсте Oreo кекса, а ограничене серије постале су популарне током 21. века. Најпродаванији је бренд кекса у САД, а од 2014. године и најпродаванији кекс на свету.